# Urška Arlič Gololičič
Urška Arlič Gololičič (ur. 19 lipca 1980 w Celje) – słoweńska śpiewaczka operowa, sopran.

## Życiorys

### Edukacja
Ukończyła studia licencjackie z wyróżnieniem na Akademii Muzycznej w Lublanie w klasie profesor Ireny Baar, oraz podyplomowe studia w klasie profesor Vlatki Oršanić. Jest zwyciężczynią dwóch międzynarodowych konkursów - I nagroda na Konkursie C.A. Seghizzi we Włoszech (2000 i 2005) oraz na Międzynarodowym Konkursie Sztuki Wokalnej im. Ady Sari.

### Kariera
Urška Arlič Gololičič operuje bardzo zróżnicowanym repertuarem- śpiewa m.in. utwory barokowe, współczesne i awangardowe, kompozycje Mozarta, opery romantyczne, pieśni z orkiestrą Albana Berga i Claude’a Debussy’ego.
Pierwsza Nagroda na Konkursie im. Ady Sari dała początek karierze artystki. Dzięki wygranej miała możliwość wystąpić z takimi znanymi orkiestrami w Polsce jak: Warszawska Orkiestra Radiowa, Orkiestra Opery Krakowskiej czy Filharmonii Krakowskiej. Artystka zaśpiewała Lament Dydony na ścieżce dźwiękowej do filmu W ciemności w reżyserii Agnieszki Holland, który w 2012 roku został nominowany do Oskara. Wystąpiła również w nagrywanej na żywo operze Hagith K. Szymanowskiego.
Urška Arlič Gololičič zadebiutowała w operze w 2005 roku w roli tytułowej w skomponowanej przez słoweńskiego kompozytora Slavko Osterca Salome. W następnych sezonach występowała jako Violetta w Traviacie, Micaëla w Carmen, Mimi w Cyganerii, Adele w Zemście nietoperza oraz Lauretta w Giannim Schicchim. W sezonie 2015/2016 została zaproszona do zaśpiewania w Grand Théâtre de Genève jako Pamina w Czarodziejskim Flecie oraz zadebiutowała jako Gilda w Rigoletto w Teatrze Narodowym w Lublanie, gdzie jest solistką od sezonu 2013/2014.
Urška Arlič Gololičič była zapraszana na festiwale, między innymi Festiwal w Salzburgu, Festiwal Muzyki Polskiej, Festiwal Muzyki w Zakopanem oraz Festiwal w Lublanie.
Urška Arlič Gololičič ma na swoim koncie wiele wykonań koncertowych. Wykonuje zróżnicowany repertuar, od baroku po awangardowe utwory Heinricha Schenkera, Michele'a Josia, Petera Kopača czy Pavela Šivica. Ma w repertuarze ponad 200 pieśni, między innymi takie cykle jak: Iluminacje B. Brittena, Mignon Lieder H. Wolfa, Siedem wczesnych pieśni A. Berga, Ariettes oubliées C. Debussy'ego.

## Repertuar operowy
- L. v. Beethoven, Fidelio, Marcelina
- G. Bizet, Carmen, Micaëla
- A. Dvořák, Rusałka, Rusałka
- A. Foerster, Gorenjski slavček, Minka
- Ch.W. Gluck, Orfeusz i Eurydyka, Amor
- E. Humperdinck, Jaś i Małgosia, Małgosia
- M. Lazar, Deseta hči, Deseta hči
- A. Lortzing, Undine, Undine
- W.A. Mozart, Wesele Figara, Zuzanna
- W.A. Mozart, Czarodziejski flet, Pamina
- J. Offenbach, Orfeusz w piekle, Eurydyka
- S. Osterc, Saloma, Saloma
- G. Puccini, Gianni Schicchi, Lauretta
- G. Puccini, Cyganeria, Mimi, Musetta
- H. Purcell, Dydona i Eneasz, Belinda
- J. Strauss, Zemsta nietoperza, Adela
- K. Szymanowski, Hagith, Hagith
- G. Verdi, Traviata, Violetta
- G. Verdi, Rigoletto, Gilda
- H. Vidic, Izgubljeni nasmeh, Matka

## Repertuar oratoryjny
- G. Carissimi, Jephte
- E. Elgar, Apostołowie
- H.M. Górecki, III Symfonia
- G.F. Händel, Mesjasz
- G. Mahler, Symfonie II, IV, VIII
- W.A. Mozart, Requiem
- G.B. Pergolesi, Stabat Mater
- G. Rossini, Stabat Mater
- A. Schnittke, Requiem
- H. Wolf, Christnacht